# Statens räddningsskola
Statens räddningsskola är ett utbildningsenhet i Revinge.

## Försök med civilförsvarsskola
Efter regeringsbeslut startade vid årsskiftet 1970–1971 försöksverksamhet vid Civilförsvarsstyrelsens Utbildnings – och Förrådsanläggning (CUFA) i Revinge.
Anläggningen övertog ansvaret för civilförsvarets utbildnings- och övningsverksamhet samt den fredstida materielhanteringen från länsstyrelserna i Kronobergs, Kalmar, Blekinge, Kristianstads och Malmöhus län.
Några år senare beslutade riksdagen att CUFA Revinge skulle permanentas samt att ytterligare fyra utbildnings- och förrådsanläggningar skulle etableras i landet från den 1 juli 1976. Revinge skulle härvid utgöra modell för övriga anläggningar.

## Räddningsskola 1986
Perioden från starten fram till mitten av 1980-talet präglades av en kraftig utbyggnad av lokaler och utbildningsanordningar.
Riksdagen beslutade 1984/85 att en central myndighet, Statens Räddningsverk, skulle inrättas den 1 juli 1986. Detta medförde, för bland annat skolans personal, ett omfattande planerings- och samordningsarbete för att klara detta nya utbildningsuppdrag. 
Vid en högtidlig ceremoni i juni 1986 halades så civilförsvarsflaggan för alltid av generaldirektören Gunnar Gustafsson och ett nytt kapitel i anläggningens historia kunde börja.
CUFA Revinge blev Räddningsskolan Revinge och fick ansvar för bland annat yrkes- och vidareutbildning av kommunernas räddningspersonal. Skolans utbildningsorganisation förstärktes med yrkespersonal från närliggande brandkårer.

## Internationella insatser
Den 7 december 1988 inträffade en mycket kraftig jordbävning i den sovjetiska republiken Armenien. 25 000 människor dog, 35 000 skadades och en halv miljon blev hemlösa. Efter begäran från den sovjetiska myndigheterna gav den svenska regeringen Räddningsverket i uppdrag att bistå med katastrofhjälp i form av personal och materiel. Insatsen i Armenien blev inledningen på en lång rad av internationella katastrofinsatser som Räddningsverket genomfört. Räddningsskolan i Revinge har deltagit i ett flertal av dessa.
Utöver dessa katastrofinsatser har skolan också ett intensivt internationellt utbyte. Förutom säljkurser till ett stort antal länder har skolan också åtskilliga utbyten med räddningstjänster både inom och utom EU.